# Nops farhati
Espèce
Synonymes
- Nops proseni  Birabén, 1954

Nops farhati est une espèce d'araignées aranéomorphes de la famille des Caponiidae.

## Distribution
Cette espèce est endémique d'Argentine. Elle se rencontre dans les provinces de Santiago del Estero et de Salta.

## Description
Le mâle décrit par Sánchez-Ruiz et Brescovit en 2018  mesure 7,8 mm.

## Systématique et taxinomie
Nops proseni a été placée en synonymie avec Nops farhati par Sánchez-Ruiz et Brescovit en 2018.

## Publication originale
- Prosen, 1949 : Nops farhati sp. n. (Arachn., Caponiidae). Anales del Instituto de Medicina Regional, Universidad Nacional de Tucumán, vol. 2, p. 321-323.